# Akt dominikańskiego pojednania
Akt dominikańskiego pojednania – akt dotyczący sformowania w Dominikanie rządu tymczasowego, został podpisany 31 sierpnia 1965.
Akt ten zakończył konflikt w Dominikanie, rozpoczęty 31 maja 1961, od udanego zamachu na życie Rafaela Trujillo, dyktator, rządzący Republiką Dominikany. Do jego podpisania doprowadziła komisja ad hoc, złożona z przedstawicieli Brazylii, Salwadoru i Stanów Zjednoczonych.
Za jedyny i suwerenny Rząd Republiki Dominikańskiej uznano Rząd Tymczasowy na czele, którego stanął doktor Hector Garcia Godoy. Rząd ten objął władzę 3 września 1965. Natychmiast po objęciu władzy obie strony konfliktu - junta wojskowa (walcząca w imieniu obalonych władz) i rząd konstytucyjny (powstańcy, zwani też rebeliantami), nakazały swoim siłom zbrojnym powrót do koszar i podporządkowanie się rozkazom nowego Rządu Tymczasowego. W strefie konstytucjonalistów rozpoczęła się demilitaryzacja oraz rozbrojenie osób cywilnych. Ustalono również, iż Rząd Tymczasowy ogłosi powszechną amnestię.
Akt ten doprowadził do wyborów prezydenckich 1 czerwca 1966. Zwycięzcą został Joaquin Balaguer. Po wyborze prezydenta wycofano wojska międzyamerykańskie.